# Малыш, Навин Владимирович
На́вин Влади́мирович Ма́лыш (укр. Навін Володимирович Малиш; род. 27 июля 2003, Старая Выжевка, Волынская область) — украинский футболист, защитник киевского «Динамо», выступающий на правах аренды за луганскую «Зарю».

## Карьера

### «Динамо» Киев

#### Начало карьеры
Начинал заниматься футболом в академии вышгородского клуба «Диназ». В 2018 году футболист продолжал юношескую карьеру в академиях киевского «Динамо» и Олимпийского профессионального колледжа имени Ивана Поддубного. В начале 2023 года вместе с основной командой киевского клуба принимал участие в зимних сборах. В феврале 2023 года продлил контракт с клубом до конца 2026 года. Также попадал в заявку основной команды клуба, однако на поле так и не вышел. В августе 2023 года вместе с клубом отправился на квалификационные матчи Лиги конференций УЕФА, где по итогу раунда плей-офф уступили турецкому «Бешикташу». Дебютировал за клуб 23 сентября 2023 года в матче против черкасского клуба ЛНЗ, выйдя на замену на 82 минуте. На протяжении сезона оставался игроком замены, результативными действиями не отличившись. По итогу сезона вместе с клубом стал серебряным призёром чемпионата.

#### Сезон 2024/25 (аренда в «Ворсклу»)
В июле 2024 года вместе с клубом отправился на квалификационные матчи Лиги чемпионов УЕФА. Первый матч в рамках еврокубкового турнира сыграл 23 июля 2024 года против белградского «Партизана», выйдя на замену в начале второго тайма. Первый матч в чемпионате сыграл 17 августа 2025 года против львовского клуба «Карпаты», выйдя на замену на 93 минуте. Однако затем первую половину сезона провёл на скамейке запасных, выйдя на поле лишь в матче Кубка Украины. В январе 2025 года на правах арендного соглашения присоединился к полтавской «Ворскле». Дебютировал за клуб 23 февраля 2025 года в матче против «Оболони», выйдя на поле в стартовом составе. Дебютным забитым голом отличился 15 марта 2025 года в матче против львовского «Руха». По итогу сезона вместе с клубом отправился в стыковые матчи за сохранение прописки в высшем дивизионе, где уступили «Кудровке». По окончании срока арендного соглашения покинул клуб.

#### Аренда в «Зарю» Луганск
В июле 2025 года на правах арендного соглашения присоединился к луганской «Заре», соглашение с которой было заключено до конца сезона. Дебютировал за клуб 2 августа 2025 года в матче против черкасского клуба ЛНЗ, выйдя на замену на 80 минуте.

## Международная карьера
В октябре 2021 года футболист получил вызов в юношескую сборную Украини до 19 лет для участия в квалификационных матчах юношеского чемпионата Европы. Дебютировал за сборную 6 октября 2021 года в матче против сборной Мальты.  Дебютный гол за сборную забил 1 июня 2022 года в матче против сборной Норвегии.

## Личная жизнь
- Брат Артём Малыш (род. 2000) — профессиональный футболист.

## Достижения
«Динамо» (Киев)
- Серебряный призёр чемпионата Украины: 2023/24